# Place des Cordeliers (Dijon)
Pour les articles homonymes, voir Place des Cordeliers.
La place des Cordeliers est une place du centre-ville de Dijon, située dans son secteur sauvegardé.

## Situation et accès
Il s'agit d'une place rectangulaire, entourée en majorité par des hôtels particuliers comme :
- l'hôtel Rigoley de Chevigny,
- l'hôtel Gauthier.

## Origine du nom
Son nom vient de l'ancien couvent des Franciscains qui se trouvait rue Turgot, à côté de la place. Après les Cordeliers (franciscains) qui se sont installés à Dijon en 1243, ce sont les frères prêcheurs (Dominicains) qui ont occupé ce couvent, racheté par le père Lacordaire (dominicain) en 1858.

## Historique
Au début du XXe siècle, un monument à Alexis Piron, réalisé par le sculpteur dijonnais Eugène Piron, est érigé au centre de la place. Il est inauguré le 24 octobre 1909 par le Sous-secrétaire d'État aux Beaux-Arts. Cependant en 1942, à la demande des occupants allemands, les éléments en bronze sont envoyés à la fonte puis le monument est démonté peu après. Le buste d'Alexis Piron se trouve actuellement dans le jardin botanique de l'Arquebuse, et le bassin ovale place Émile-Zola.

## Bâtiments remarquables et lieux de mémoire

### Cinéma
Le film Voir la mer a été tourné en partie à Dijon en 2011, notamment sur la place des Cordeliers .

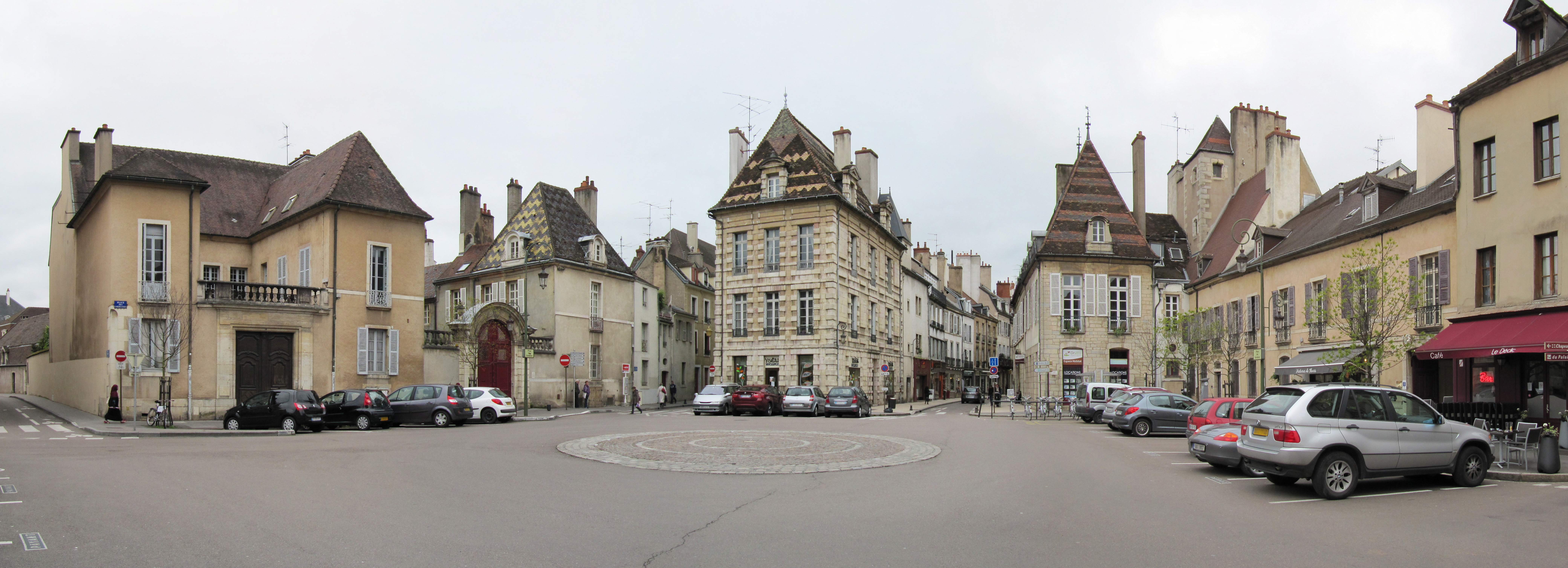
Place des Cordeliers avant rénovation
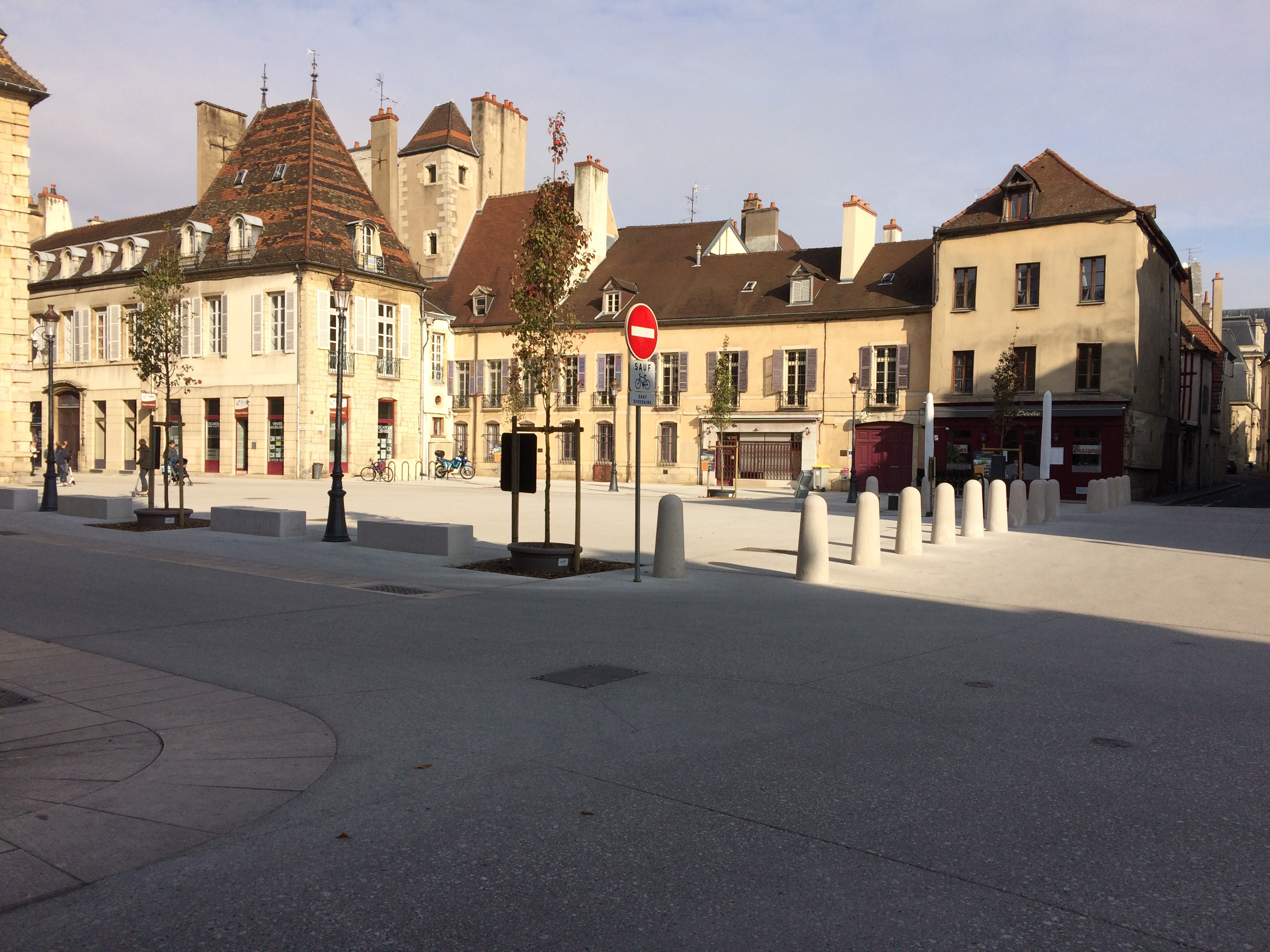
Place des Cordeliers après rénovation
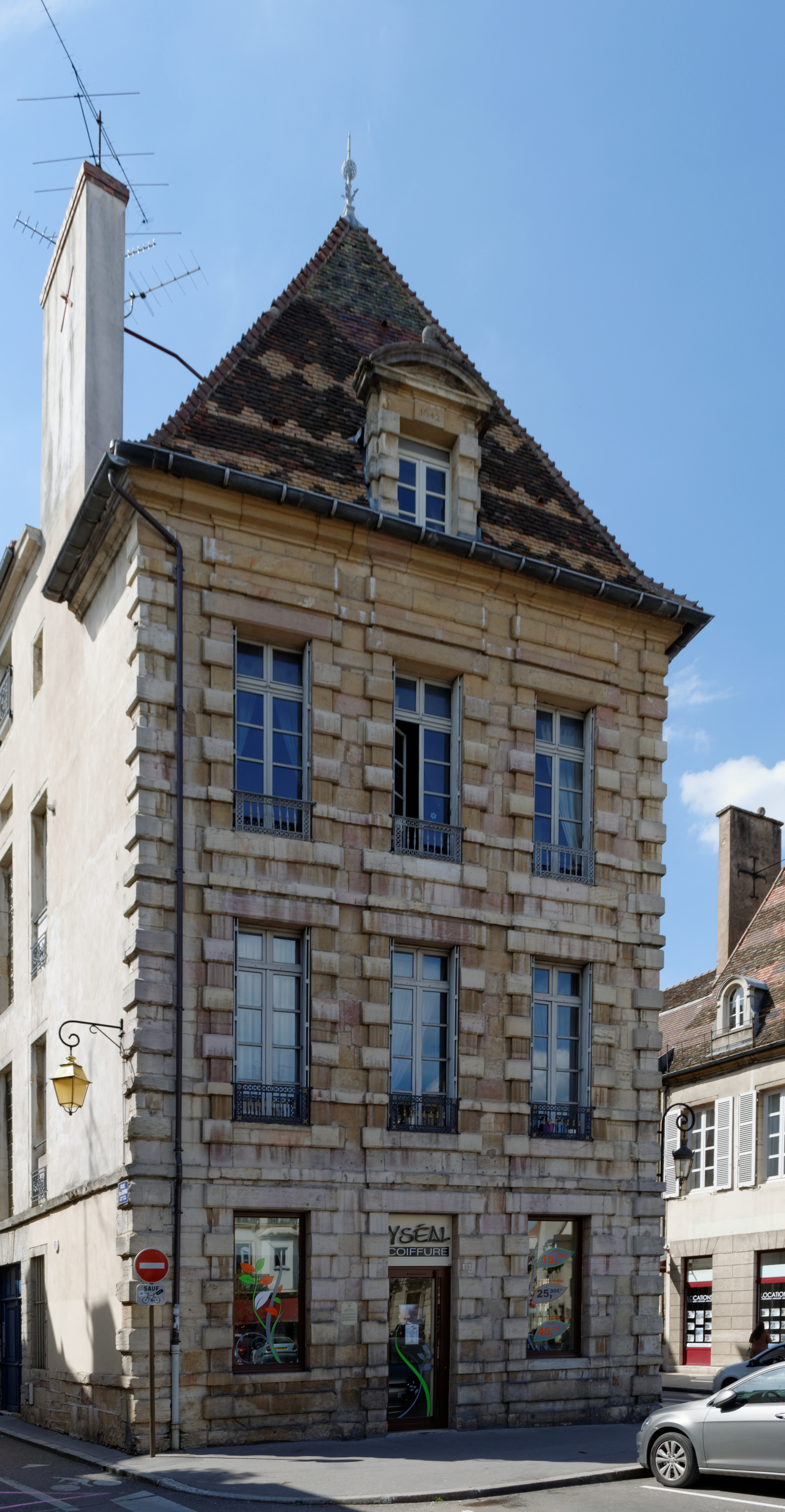
Hôtel Gauthier
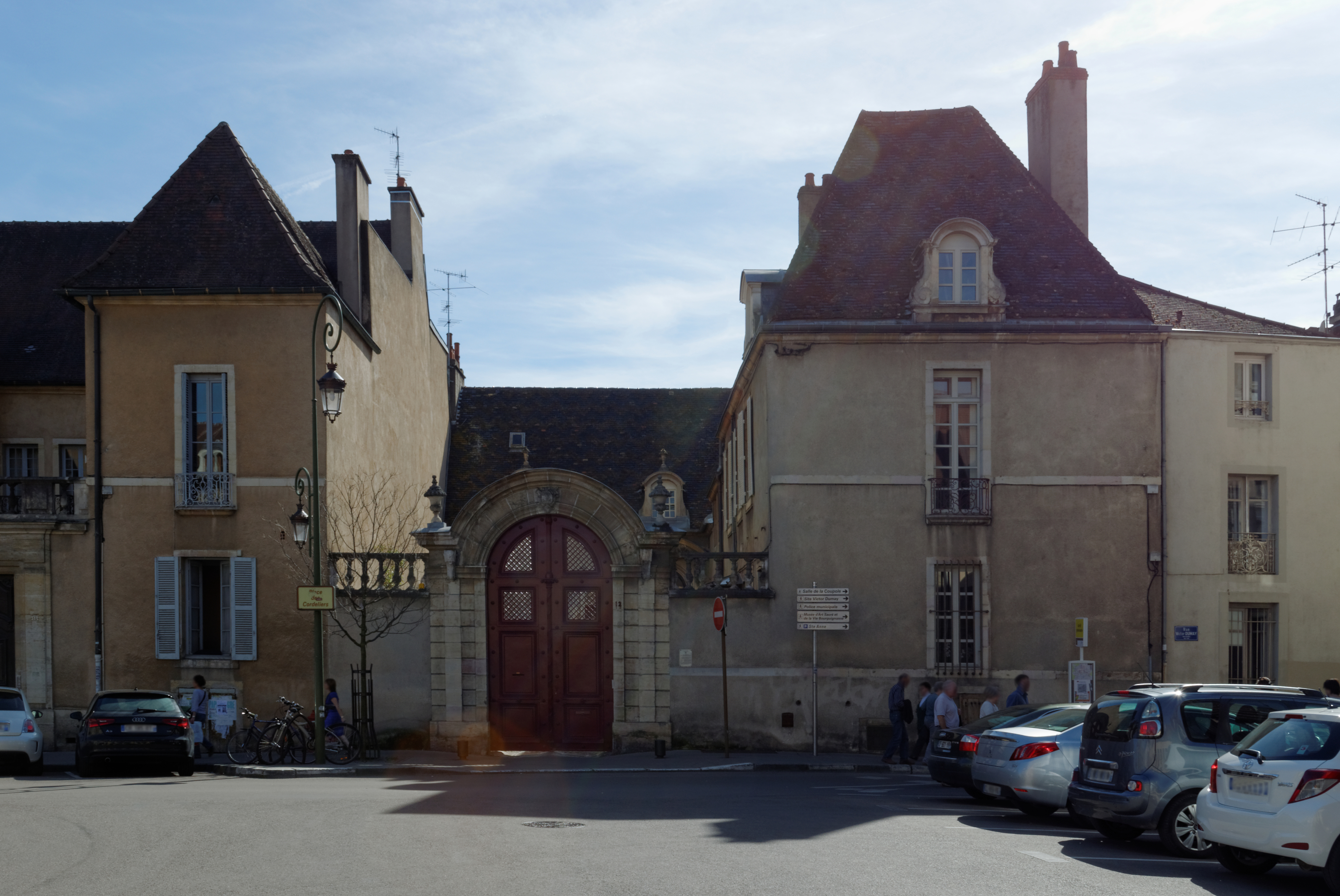
Hôtel Rigoley de Chevigny
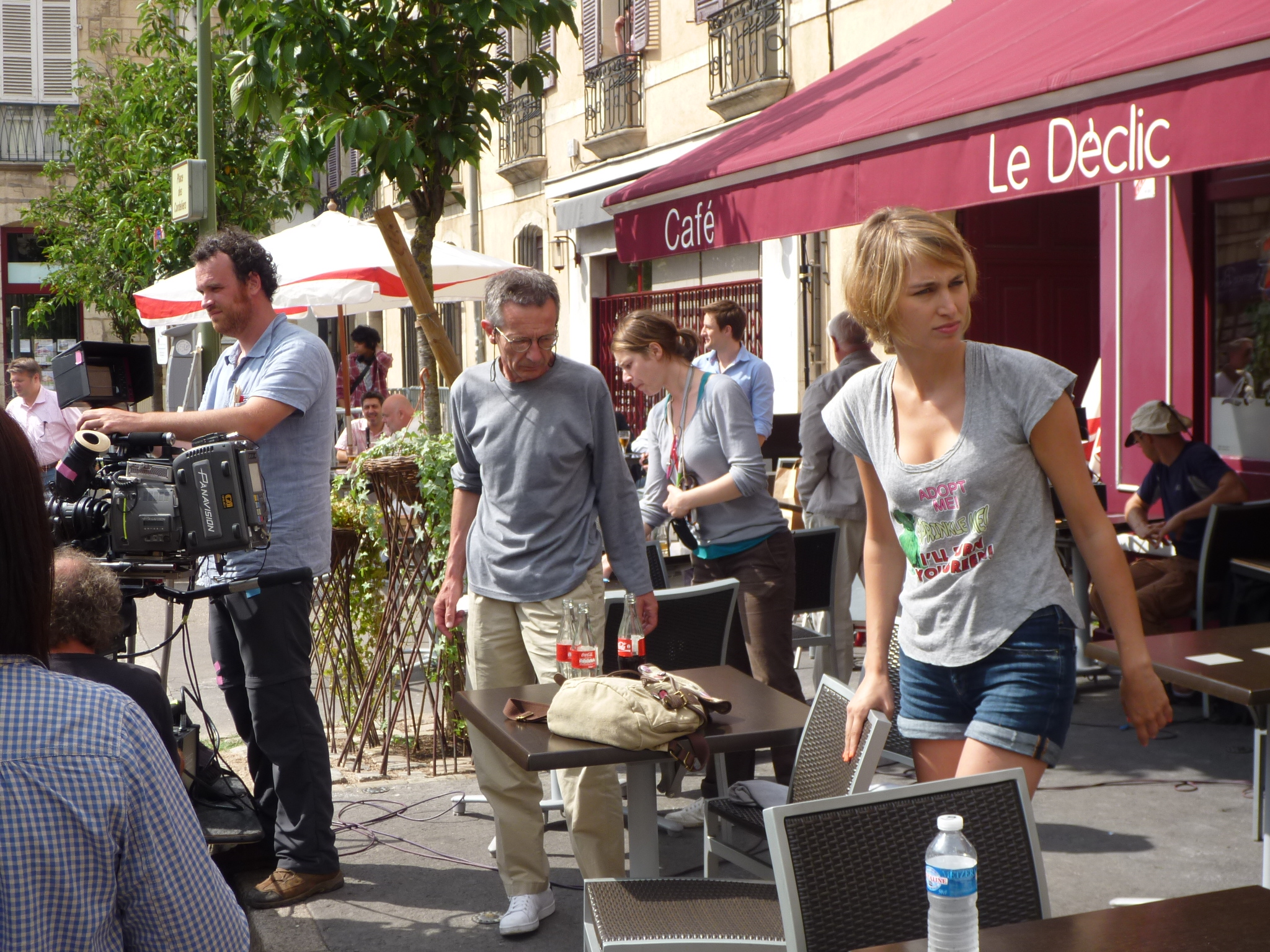
Tournage du film Voir la mer